# Massacro di Rock Springs

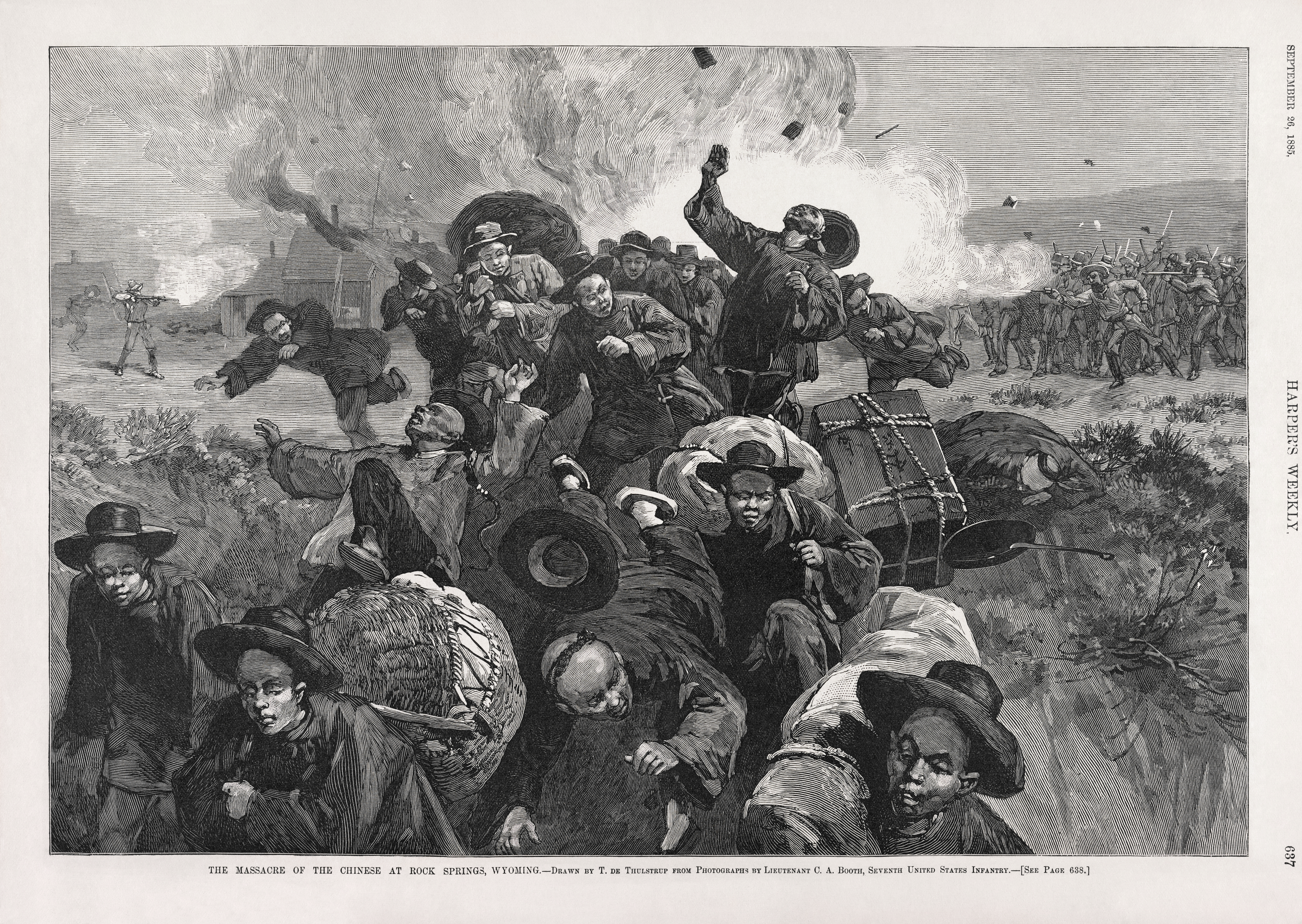
Un'illustrazione del massacro da un numero del 1885 di Harper's Weekly

Il massacro di Rock Springs, conosciuto anche come rivolta di Rock Springs, avvenne il 2 settembre 1885, nell'odierna cittadina americana di Rock Springs, situata nella Contea di Sweetwater in Wyoming. Lo scontro, tra minatori immigrati cinesi e minatori immigrati bianchi, fu il risultato di tensioni razziali e continui conflitti sul lavoro riguardo alla politica dello Union Pacific Coal Department di pagare i minatori cinesi meno di quelli bianchi. Questo modo di fare, fece sì che vennero assunti più minatori cinesi rispetto agli altri, che si arrabbiarono fino al punto di scatenare una rivolta. Le tensioni razziali si rivelarono un fattore ancora più decisivo all'origine del massacro. Quando questo finì, almeno 28 minatori cinesi erano stati uccisi e altri 15 erano rimasti feriti. I rivoltosi bruciarono 75 case cinesi, creando approssimativamente un danno di 150 000 dollari (pari a 3,9 milioni di dollari odierni).
Alla fine del diciannovesimo secolo, le tensioni tra gli immigrati bianchi e quelli cinesi erano particolarmente frequenti negli Stati Uniti d'America occidentali, specialmente nella decade precedente la strage. Il massacro di Rock Springs fu l'esplosione violenta dopo anni di sentimenti di sinofobia. La Legge di esclusione dei Cinesi del 1882 proibiva agli immigrati cinesi di entrare in America per i successivi dieci anni, ma già poco prima di tale provvedimento migliaia di immigrati giunsero nell'America occidentale. Molti immigrati cinesi che arrivavano nel Wyoming trovavano innanzitutto lavoro nella ferrovia, ma molti di loro poi finivano impiegati nelle miniere di carbone di proprietà della stessa Union Pacific Railroad. Mentre aumentava l'immigrazione cinese, si moltiplicavano anche i sentimenti di odio nei loro confronti. L'organizzazione dei lavoratori Knights of Labor, una delle prime a far sentire la propria voce contro i lavoratori immigrati cinesi, creò una propria sezione a Rock Springs nel 1883, e molti rivoltosi appartenevano a tale organizzazione. Eppure, non furono mai trovate prove di una connessione tra il massacro e i Knights of Labor.
Immediatamente dopo le violenze, truppe federali furono dislocate a Rock Springs. Scortarono i minatori cinesi sopravvissuti, molti dei quali emigrarono a Evanston (Wyoming), per poi tornare a Rock Springs una settimana dopo il massacro. La reazione giunse subitaneamente dai giornali dell'epoca. Il giornale locale approvò l'esito della rivolta, mentre altri giornali dello Stato si limitarono a supportare le ragioni dei minatori bianchi. Il massacro di Rock Springs provocò un'ondata di violento razzismo contro i Cinesi, in particolare nell'area del territorio di Washington oggi conosciuta col nome di stretto di Puget.

## Contesto

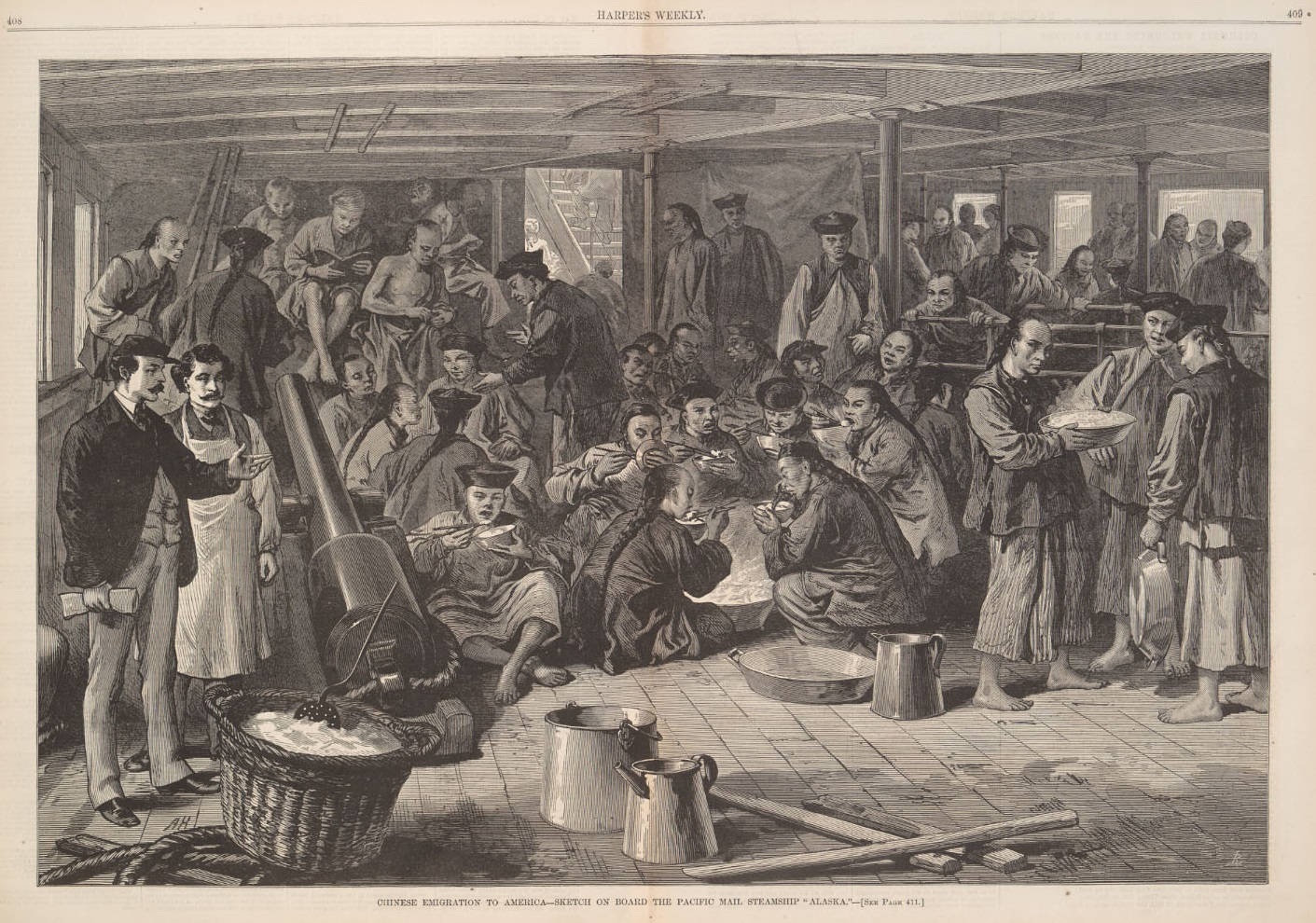
Immigrati cinesi, inclusi quelli destinati alla California nel 1876, stabilitisi in tutta l'America occidentale tra la fine del XIX secolo e gli inizi del XX secolo.

All'epoca, l'immigrazione cinese non era omogenea né particolarmente diffusa. Nel 1884 John Randolph Tucker, scrivendo per il North American Review, affermò che l'ampia maggioranza dei circa 100,000 Cinesi immigrati risiedeva negli Stati Uniti d'America occidentali: California, Nevada, Oregon, e  Washington. Cinque anni prima, il diplomatico americano inviato in Cina George Frederick Seward mostrava numeri e dati simili scrivendo per lo Scribner's Magazine.
Il primo lavoro che ottenevano gli immigrati cinesi in Wyoming era nella ferrovia gestita dalla Union Pacific Company (UP). Subito divennero una risorsa per la compagnia, lavorando sia lungo le linee della UP che nelle miniere di carbone da Laramie a Evanston. La maggior parte dei Cinesi finirono a lavorare nella Contea di Sweetwater, ma un numero elevato venne mandato anche nella Contea di Carbon e nella Contea di Uinta. Si trattava per lo più di uomini cinesi giunti nell'area per lavorare nelle miniere. Il razzismo dilagò in modo controverso. J.R. Tucker, nel sopracitato articolo del 1884, così si riferì agli immigrati asiatici: "...la razza asiatica, aliena per sangue, consuetudini e cultura". Aggiunse pure: "I Cinesi sono l'elemento più importante di questa popolazione asiatica".

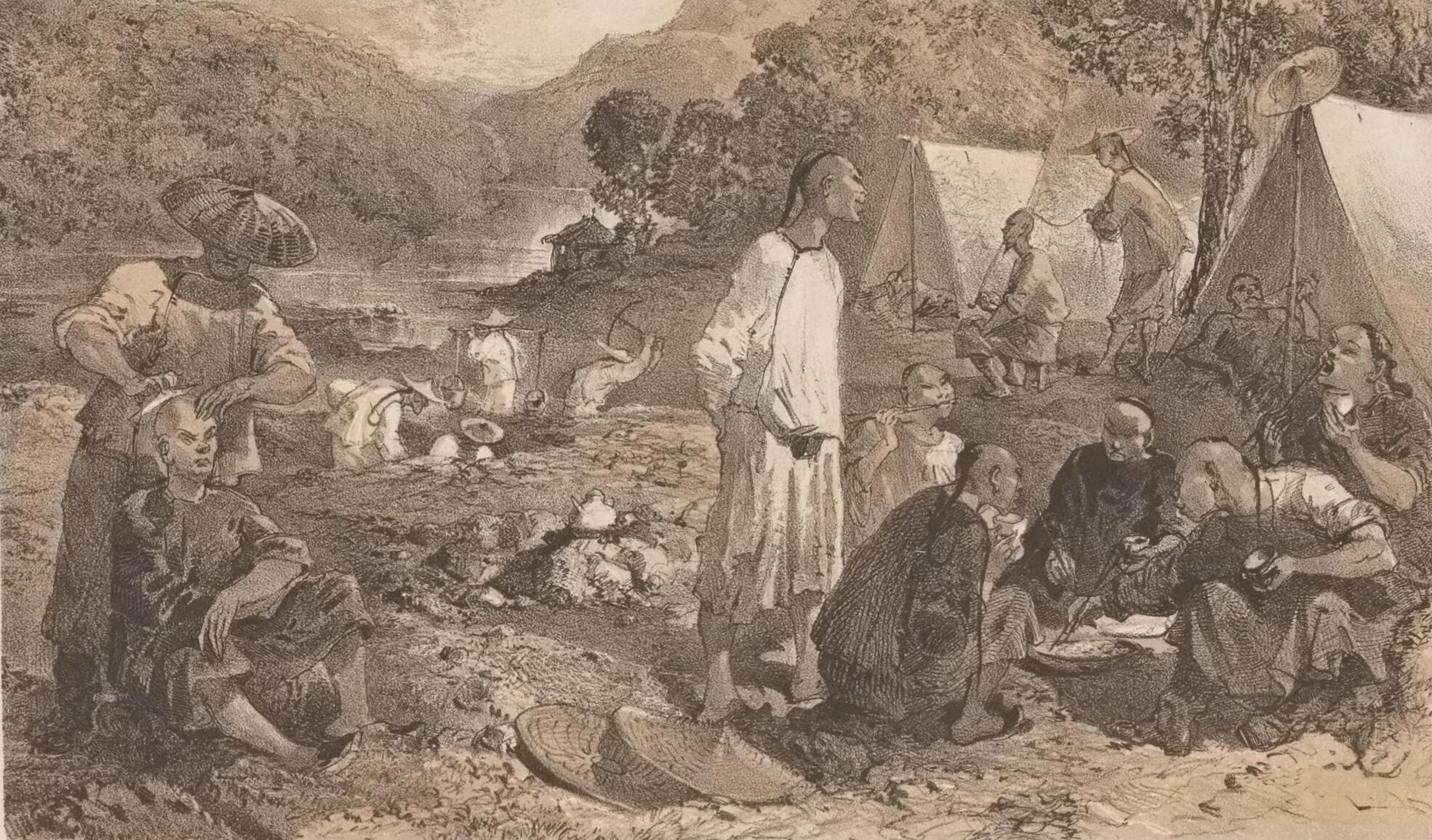
Un tipico esempio di accampamento Cino-americano in miniera

Nel 1874-75, dopo che la forza lavora interruppe l'estrazione di carbone, lo Union Pacific Coal Department assunse lavoranti cinesi per le proprie miniere in tutto il sud del Wyoming. Ma anche così, all'inizio la popolazione cinese crebbe molto lentamente; tuttavia, dove vi erano immigrati, generalmente stavano tutti concentrati nella stessa zona. Nell'accampamento di Deserto Rosso, una sezione remota nella Contea di Sweetwater, vi erano 20 abitanti, 12 dei quali erano cinesi. Tutti e dodici minatori sotto la supervisione di un americano. Ad est vi era un'altra sezione remota, a Washakie Ten. Un capo settore americano viveva lì con altri 23 uomini, tra cui 13 minatori cinesi e un capo squadra irlandese. Nei vari accampamenti lungo la linea principale della Union Pacific Railroad, il numero di lavoratori cinesi superava di gran lunga quello di ogni altra nazionalità. Sebbene i 79 Cinesi presenti nella Contea di Sweetwater nel 1870 rappresentassero solo il 4% della popolazione, essi erano, ancora una volta, concentrati. In Rock Springs e Green River, le più grandi città presenti lungo la linea ferroviaria, non vi erano residenti cinesi nel 1870.
A partire dal 1870, la popolazione cinese presente in Wyoming cominciò ad aumentare. In una decade, la popolazione totale dello Stato crebbe da 9 118 a 20 789. Nel censimento degli Stati Uniti d'America del 1870 quelli che oggi il governo chiama "asiatici e polinesiani" erano rappresentati da 143 membri nella popolazione del Wyoming. In quella decade, la popolazione asiatica crebbe come non mai in Wyoming; l'aumentò fu del 539%. Nel 1880, la maggior parte dei Cinesi della Contea di Sweetwater risiedeva a Rock Springs. Al tempo, il Wyoming ospitava 914 "asiatici"; quel numero precipitò a 465 negli anni 1880-1889.
Sebbene la maggioranza di lavoratori cinesi era impiegata nelle miniere di tutto il Wyoming, i Cinesi di Rock Springs si occupavano di altro. Inoltre, vi erano anche un giocatore d'azzardo professionista, un prete, un cuoco e un barbiere che abitavano in città. A Green River, vi era un dottore cinese. Domestici e camerieri cinesi trovarono lavoro a Green River e a Fort Washakie. Ad Atlantic City, Miner's Delight e Red Canyon (Fremont County, Wyoming), erano presenti minatori cinesi di oro. Eppure, entro il 1880, quasi tutti i 193 Cinesi nella Contea di Sweetwater avevano un lavoro nelle miniere di carbone o nella ferrovia.

## Cause
La rivolta fu il risultato di una combinazione di pregiudizi razziali e generale risentimento contro la Union Pacific. La Legge di esclusione dei Cinesi del 1882 ordinava che: "...da e prima del termine di novanta giorni dopo l'approvazione di tale atto, e fino allo scadere di dieci anni dopo la firma di questa legge, l'immigrazione di lavoratori cinesi negli Stati Uniti è, con la qui presente, sospesa; e durante tale sospensione non deve essere legittimo per alcun lavoratore cinese entrare in questo paese". Negli anni precedenti il massacro, l'importazione di manodopera cinese era vista come un "sistema peggiore della schiavitù". I minatori bianchi a Rock Springs, per lo più cornovagliesi, irlandesi, svedesi e gallesi, convinti che la bassa paga dei Cinesi avrebbe fatto diminuire anche i loro stipendi.
I Cinesi di Rock Springs erano consapevoli dell'ostilità e della tensione razziale dilagante da parte dei minatori bianchi, ma non presero alcuna precauzione dato che nulla faceva pensare allo scoppio di una rivolta razziale. Alla base dell'ondata di violenza vi erano il razzismo e il risentimento verso le politiche dello Union Pacific Coal Department. Fino al 1875, nelle miniere di Rock Springs lavoravano solo bianchi; in quell'anno, essi diedero vita a uno sciopero per ottenere migliori condizioni di lavoro ma, nel giro di due settimane, ogni scioperante venne rimpiazzato da un crumiro cinese. Così, la compagnia riprese i lavori con 50 minatori bianchi e 150 cinesi. Man mano che altri Cinesi si trasferivano a Rock Springs, il rancore dei bianchi cresceva. Al tempo del massacro, vi erano 150 minatori bianchi e 331 cinesi impiegati a Rock Springs.
Nei due anni precedenti la strage, a Rock Springs venne istituita la "Città degli Uomini Bianchi". Ed entro il 1883, i Knights of Labor crearono la loro sede di Rock Springs. Questi appartenevano al gruppo più grande a capo dell'opposizione ai lavoratori cinesi e nel 1882 avevano lottato per l'approvazione della Legge di esclusione dei Cinesi. Nell'Agosto del 1885, vennero appesi cartelli a Evanston e Rock Springs per chiedere l'espulsione degli immigrati cinesi e la notte del 1º Settembre 1885, un giorno prima del massacro, i minatori bianchi tennero un incontro per decidere il da farsi contro i Cinesi. Secondo gli immigranti ivi residenti, fu proprio quella la notte in cui ricevettero la prima vera minaccia.

## Il massacro

### Cronologia degli eventi

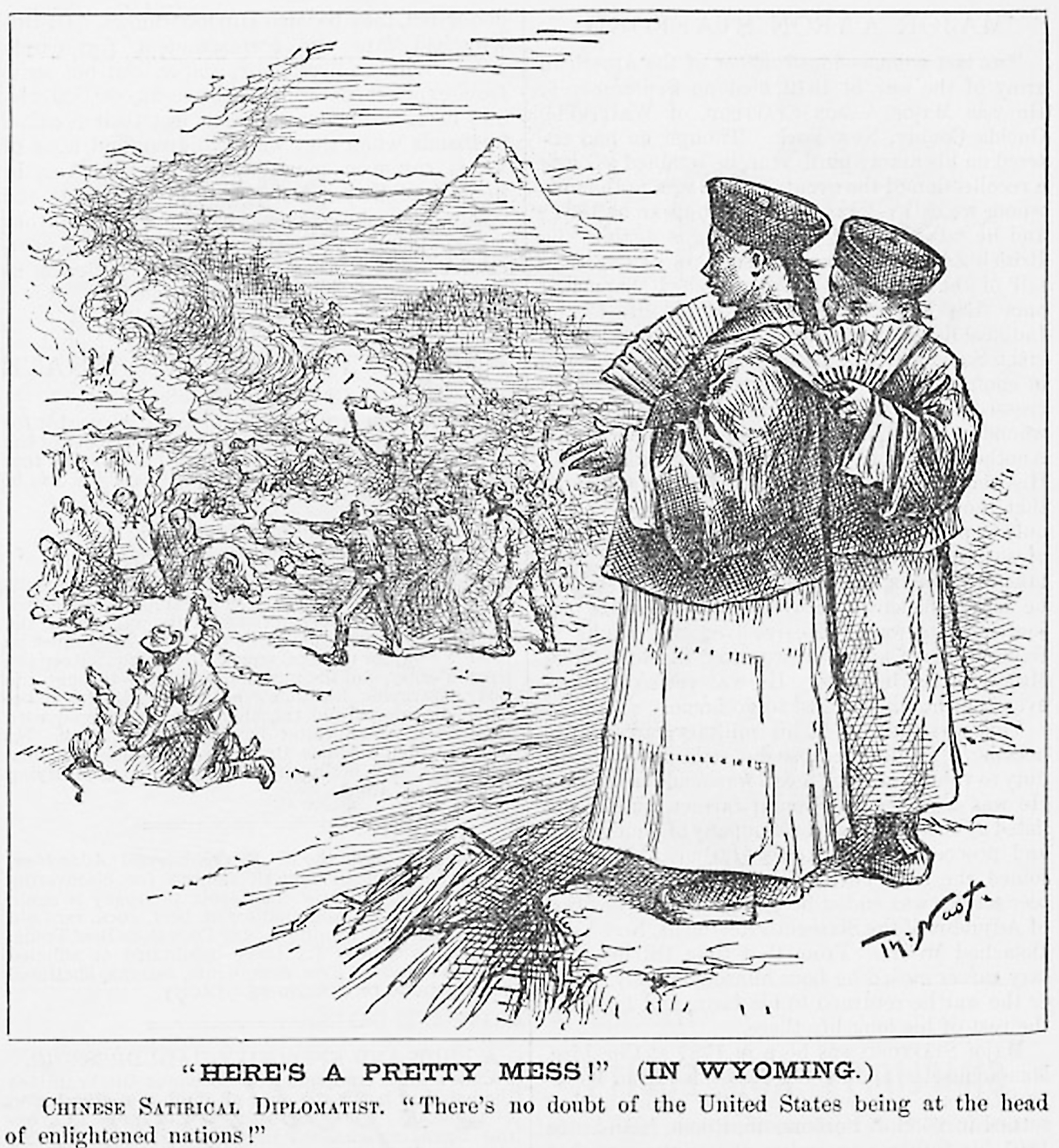
Illustrazione di Thomas Nast che applica un dettaglio de Il 3 maggio 1808 di Francisco Goya al massacro di Rock Springs. La didascalia cita invece l'opera comica Il Mikado.

Alle 7:00 del mattino del 2 settembre 1885, dieci uomini bianchi, alcuni in abiti normali e altri vestiti da minatori, giunsero alla cava numero sei della miniera di Rock Springs. Dissero ai lavoratori cinesi che non avevano diritto di lavorare in nessuna parte della miniera. Scoppiò una rissa, e due Cinesi alla cava numero sei furono brutalmente picchiati. Uno dei due morì poco dopo a causa delle lesioni riportate. Infine i minatori bianchi, molti dei quali appartenevano ai Knights of Labor, uscirono dalla miniera.
Il lavoro alla cava numero sei venne interrotto e molti minatori si radunarono in città. Marciarono su Rock Springs, seguendo la linea ferroviaria, imbracciando armi da fuoco. Verso le 10:00 si udì il rintocco della campana della sala riunioni dei Knights of Labor, e i minatori si unirono al già ampio gruppo lì riunito. Altri minatori preferirono recarsi al saloon, ma a questi locali e agli altri negozi venne imposto di chiudere dalla Union Pacific entro le ore 14:00.
Dopo che tutto ebbe chiuso, 150 uomini armati di carabine Winchester si spostarono verso la Chinatown di Rock Springs. Si divisero in due gruppi ed entrarono nel quartiere cinesi attraversando due diversi ponti. Il gruppo più ampio entrò dal ponte della ferrovia e si separò in squadre, alcune delle quali rimasero di guardia dalla parte opposta del ponte. Il gruppo più piccolo, invece, passò per il ponticello presente in città.
Le squadriglie del primo gruppo irruppero nel quartiere e avanzarono fino in cima alla collina, verso la cava numero tre. Una squadra prese posizione dinanzi al casotto numero tre; un'altra occupò la stazione di pompaggio. Un gruppo venne inviato ad avvisare i Cinesi che avevano un'ora di tempo per fare i bagagli e lasciare la città. Dopo nemmeno 30 minuti, ci furono i primi spari dalla squadra alla stazione di pompaggio, seguita da una scarica di colpi sparati dagli uomini al capanno numero 3. Lor Sun Kit, uno dei lavoratori cinesi, venne colpito e cadde a terra. A questo punto le varie squadre si diressero tutte all'interno del quartiere, lasciando solo alcuni uomini a sorvegliare il ponticello e con l'ordine di uccidere qualunque Cinese cercasse di fuggire.
Mentre i minatori si appropriavano di Chinatown, i Cinesi si resero conto di ciò che stava accadendo e che Leo Dye Bah e Yip Ah Marn, i quali risiedevano rispettivamente a ovest e a est del quartiere, erano stati uccisi. La notizia delle uccisioni dilagò in fretta e i Cinesi si ritrovarono impauriti e confusi. Si misero a correre in ogni direzione nel tentativo di fuggire e sopravvivere. I sopravvissuti al massacro diedero il resoconto di quell'orribile evento al console cinese di New York City:
Alle 15:30 il massacro era già finito. Un gruppo di donne di Rock Springs si erano radunate al ponticello, sorvegliando la rampa e incoraggiando i loro uomini. Pare che due di queste donne spararono a dei Cinesi. Mentre la ribellione proseguiva, i minatori cinesi cercarono rifugio sopra la collina, nascondendosi tra i cespugli. Tra le 16:00 e le 21:00, i rivoltosi diedero fuoco alle case di proprietà della Union Pacific. Per le 21:00, tutte le case cinesi erano state bruciate completamente. In tutto, 79 case furono distrutte. I danni stimati alle proprietà cinesi risultarono essere pari a 147,000 di dollari (dell'epoca).
Alcuni Cinesi morirono lungo le rive del fiume Bitter Creek mentre cercavano di fuggire, altri furono ritrovati vicino alla ferrovia. I rivoltosi gettarono i cadaveri in mezzo all'incendio delle case. Altri immigrati, che invece di scappare si erano chiusi in casa, furono uccisi e i loro corpi vennero arsi insieme alle abitazioni. Quelli che non poterono fuggire, come gli ammalati, furono lasciati dove si trovavano e bruciati vivi. Molti dei Cinesi morti in questo terribile modo, sembra "avessero cercato di scavare un buco in cantina nel quale nascondersi. Ma il fuoco li sorprese mentre erano giunti alla metà di quel buco, carbonizzando la parte inferiore del corpo e lasciando intatta la parte superiore. Il cadavere di un cinese fu trovato in una lavanderia della "Città degli Uomini Bianchi".
Gli attacchi di Rock Springs furono tremendamente violenti e rivelarono un odio latente per le vittime, quasi "ferino". L'assoluta brutalità di quella violenza, mise in allarme l'intero paese. Oltre a quelli che furono messi al rogo, vi furono anche altri Cinesi a cui venne rimosso lo scalpo, e altri ancora subirono mutilazioni, scarificazioni, decapitazione, smembramento o l'impiccagione alle grondaie delle proprie case. I genitali di una vittima vennero amputati e poi abbrustoliti in un saloon vicino come "trofeo di caccia". Questi atti equivalgono a terrorismo razziale.
Furono accertate 28 vittime e almeno 15 feriti. Ma diverse fonti affermano che un numero tra i 40 e i 50 morti sarebbe più accurato. Il console Cinese a New York stilò una dettagliata lista delle vittime del massacro.

### Nomi delle vittime

#### Corpi trovati mutilati
- Leo Sun Tsung, 51 anni: ritrovato in casa con ferite multiple e un proiettile in testa;
- Leo Kow Boot, 24: rinvenuto tra la cava numero tre e la numero quattro, con una ferita d'arma da fuoco al collo;
- Yii See Yen, 36: cadavere individuato sulla riva del Bitter Creek con una pallottola nella tempia;
- Leo Dye Bah, 56: ritrovato con un foro di proiettile nel petto vicino al ponticello del quartiere cinese.

#### Corpi trovati arsi
- Choo Bah Quot, 23: parzialmente bruciato, all'interno del suo capanno presso l'accampamento numero 34;
- Sia Bun Ning, 37: la testa, il collo e le spalle rinvenuti in una capanna vicino al tempio cinese, il resto del corpo incenerito;
- Leo Lung Hong, 45: parte superiore del tronco ritrovata in un capanno presso l'accampamento numero 27, il resto del corpo ridotto in cenere;
- Leo Chih Ming, 49: testa e petto recuperati in un capanno, il resto del corpo bruciato;
- Liang Tsun Bong, 42: parte superiore del torso rinvenuta all'interno di un'abitazione, il resto del corpo ridotto in cenere;
- Hsu Ah Cheong, 32: teschio ritrovato in un capanno, nessun altro resto rintracciato;
- Lor Han Lung, 32: pianta e tallone del piede sinistro rinvenuti presso l'accampamento numero 34;
- Hoo Ah Nii, 43: parte destra della testa e della colonna vertebrale recuperati in un'abitazione;
- Leo Tse Wing, 39: parte dello scheletro inferiore rinvenuta vicino all'accampamento numero 14.

#### Frammenti di ossa o corpi dispersi
- Leo Jew Foo, 35
- Leo Tim Kwong, 31
- Hung Qwan Chuen, 42
- Tom He Yew, 34
- Mar Tse Choy
- Leo Lung Siang
- Yip Ah Marn
- Leo Lung Hon
- Leo Lung Hor
- Leo Ah Tsun
- Leang Ding
- Yuen Chin Sing
- Hsu Ah Tseng
- Chun Quan Sing

## Epilogo

### Conseguenze immediate

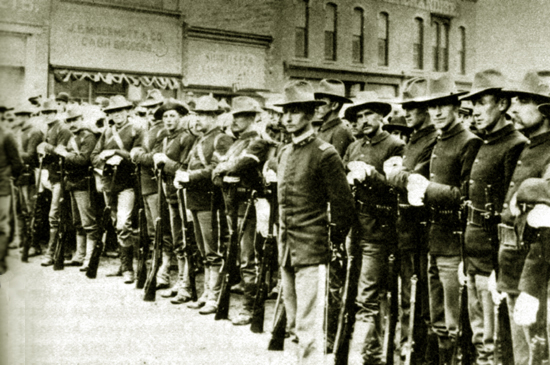
Soldati federali in South Front Street a Rock Springs nel 1885, lì inviati per sedare la rivolta in corso il 5 settembre di quell'anno.

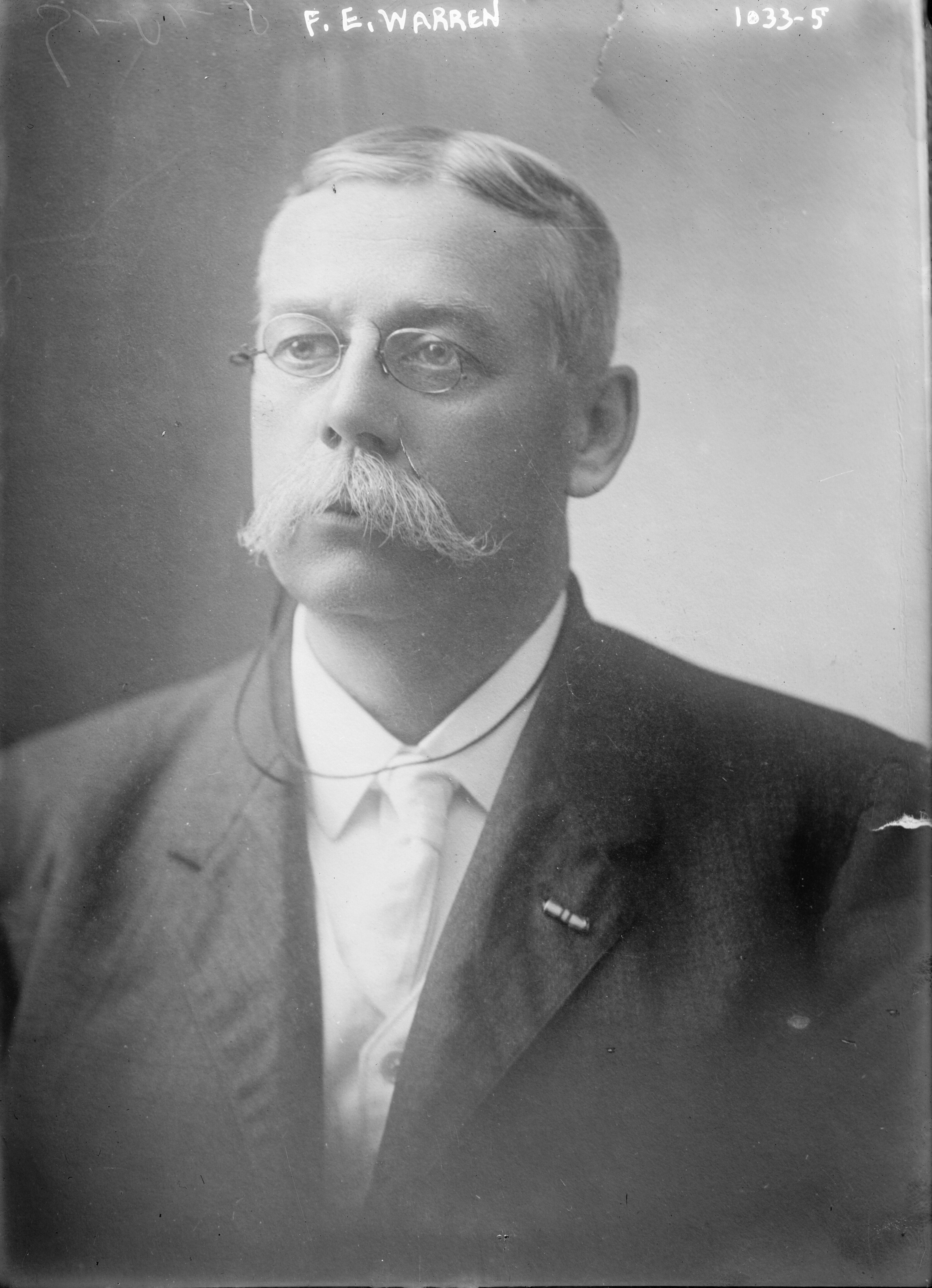
Il governatore del Wyoming Francis Emroy Warren fece appello al Presidente Grover Cleveland per l'invio di truppe federali a Rock Springs.

Nei giorni successivi il massacro, gli immigrati cinesi sopravvissuti fuggirono prendendo il treno della Union Pacific Railroad. Entro il 5 settembre, quasi tutti i sopravvissuti raggiunsero la città di Evanston, a 160 km (100 miglia) a ovest di Rock Springs. Una volta arrivati, si ritrovarono vittime di minacce di morte e di altri crimini; Evaston era un'altra area del Wyoming dove regnava il sentimento di sinofobia.
Pare che subito dopo la rivolta, alcuni Cinesi fecero ritorno a Rock Springs: il 3 settembre 1885, il Rock Springs Independent pubblicò un editoriale che confermò le voci del rientro cinese, spiegando che gli immigranti andavano alla ricerca di oggetti di valore. Il giornale locale prese le difese del massacro, e così fecero anche altri giornali dell'ovest. Tuttavia, in linea generale, gli editoriali condannavo il massacro ma supportavano le motivazioni dei minatori bianchi.
Francis Emroy Warren, governatore del Wyoming si recò in visita a Rock Springs il 3 settembre 1885 per effettuare una stima personale della tragedia. Si recò poi a Evanston, dove inviò un telegramma ufficiale al Presidente degli Stati Uniti Grover Cleveland per richiedere l'intervento delle truppe federali. Tornato a Rock Springs, la rivolta era stata sedata ma la situazione era ancora instabile. Due reparti del Settimo Reggimento di fanteria dello United States Army giunsero in città il 5 settembre 1885. Un reparto, sotto il comando del Luogotenente Colonnello Anderson, stazionò a Evanston; il secondo reparto, con a capo il Colonnello Chipman, si posizionò a Rock Springs. Al Colonnello Alexander McDowell McCook fu ordinato di aumentare di altri sei i presidi inviati in Wyoming.
Il 9 settembre 1885, una settimana dopo il massacro, sei reparti di soldati arrivarono in Wyoming. Quattro di questi sei scortarono i lavoratori cinesi che rientravano a Rock Springs. Lì trovarono pezzi di terra bruciata dove una volta si ergevano le loro abitazioni. La compagnia mineraria aveva sepolto solo alcuni cadaveri; gli altri corpi rimasero buttati all'aria aperta, maciullati, decomposti e parzialmente mangiati da cani, maiali e altri animali.
La situazione a Rock Springs venne stabilizzata prima del 15 settembre 1885, quando il governatore Warren inviò la prima richiesta di rimozione delle truppe federali, ma la miniera rimase chiusa ancora per un po'. Il 30 settembre minatori bianchi, per lo più finlandesi membri dei Knights of Labor, presero a scioperare fuori dalle miniere della Contea di Carbon contro la Union Pacific Railroad che continuava a impiegare minatori cinesi. Nonostante ciò, a Rock Springs le acque si calmarono e il 5 ottobre 1885 le truppe di emergenza furono quasi tutte sollevate dall'incarico. Rimasero solo due postazioni di soldati, una delle quali chiuse solo nel 1899, dopo che ebbe inizio la Guerra ispano-americana.
Lo sciopero fallì e i minatori tornarono al lavoro nel giro di due mesi. L'organizzazione dei Knights of Labor rifiutò di appoggiare lo sciopero della Contea di Carbon e il non cedere dei minatori bianchi di Rock Springs a seguito della rivolta, perché temevano di dare l'impressione di legittimare il massacro compiuto. Quando lo Union Pacific Coal Department riaprì le miniere, licenziò 45 minatori connessi alla violenza.

### Arresti
Sedici uomini furono arrestati, tra cui Isaiah Washington, membro eletto alla legislazione territoriale. Gli uomini furono rinchiusi nella prigione di Green River e tenuti in detenzione finché un grand jury rifiutò di portare avanti le accuse. Per spiegare tale decisione, il grand jury dichiarò che non vi era ragione di procedere a giudizio: "Abbiamo diligentemente investigato sull'episodio di Rock Springs... [S]ebbene siano stati esaminati molti testimoni, nessuno di loro è stato in grado di dare prova di un solo crimine commesso da una qualsiasi persona bianca quel giorno".
Gli uomini fermati come sospettati della rivolta furono scarcerati un mese dopo l'arresto, il 7 ottobre 1885. Al momento del rilascio, essi furono "...accolti... da un centinaio di uomini, donne e bambini con un'ovazione", secondo il  New York Times. Gli imputati del massacro di Rock Springs ricevettero consenso e solidarietà da parte dei loro concittadini, al pari di quello che viene di solito dato a chi commette un linciaggio per vendicare un torto subito da un altro membro della propria comunità.

### Problemi politici e diplomatici

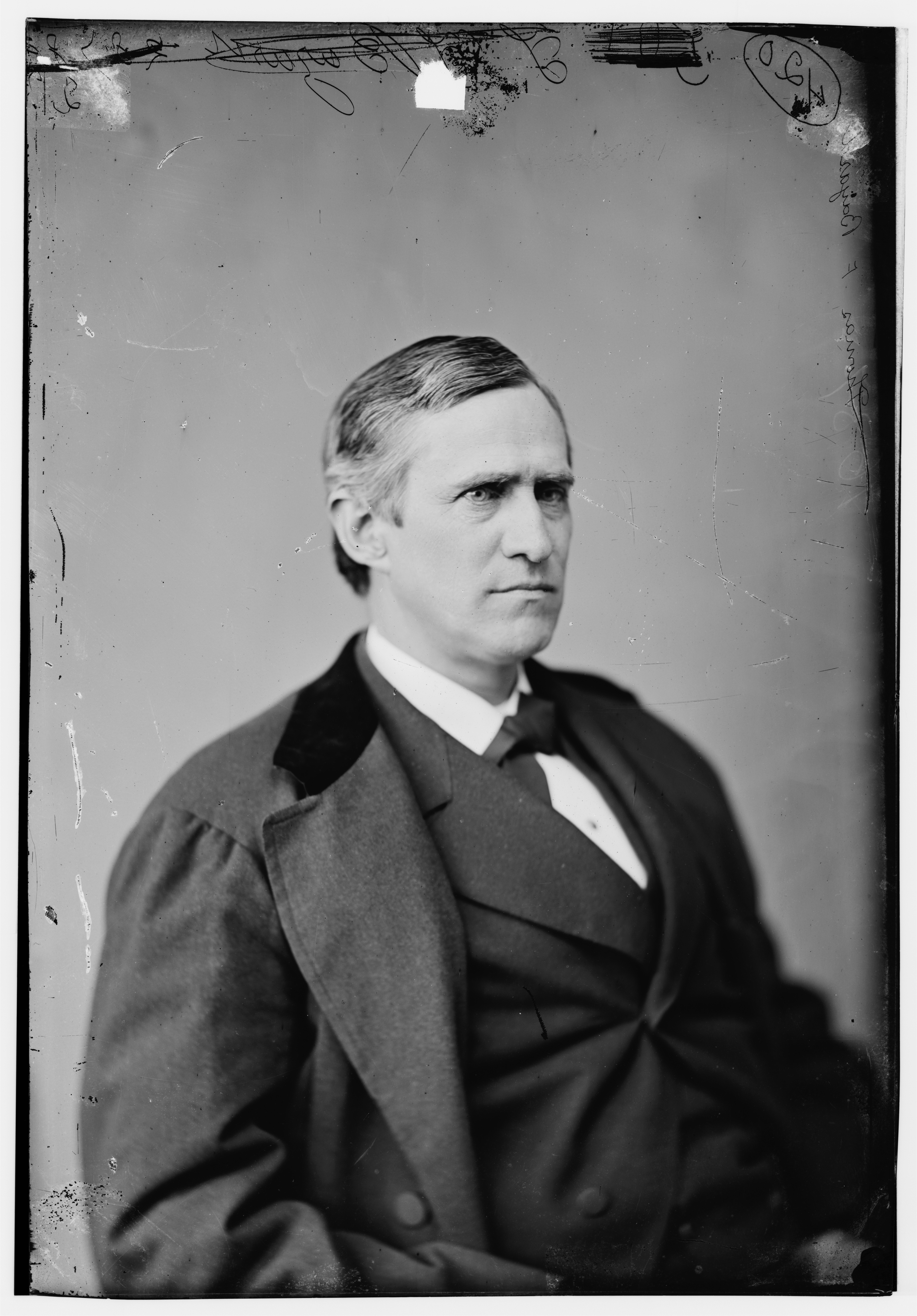
il Segretario di Stato Thomas Francis Bayard sollecitò il Congresso degli Stati Uniti d'America a risarcire le vittime cinesi.

Dopo la rivolta, il Governo americano esitò a fare ammenda per il massacro. In Cina, il governatore generale della regione del Guangdong avvertì che gli Americani presenti nel paese sarebbero potuti diventare facili bersagli di chi voleva vendicarsi dei fatti di Rock Springs. Il Colonnello Charles Harvey Denby, inviato americano in Cina, e altri diplomatici riferirono del crescente sentimento anti-americano a Hong Kong e a Canton successivamente al massacro. I diplomatici americano avvisarono il proprio governo che le reazioni negative alla notizia delle violenze avrebbe potuto rovinare i rapporti tra America e Cina; inoltre, riportarono che i commercianti e i giornali inglesi in Cina incoraggiavano i Cinesi a "far sentire la propria voce per i loro concittadini oppressi in America". Il Colonnello Denby consigliò al Segretario di Stato Bayard di ottenere un risarcimento per le vittime del massacro.
Alla fine, il governo americano acconsentì al pagamento di un risarcimento danni per le proprietà ma non per le persone uccise nella strage, nonostante Bayard volesse evitare di elargire il rimborso. In una lettera alla legazione diplomatica del Ministro Cinese a Washington, datata 18 febbraio 1886, Bayard diede un giudizio personale della violenza subita dagli immigrati cinesi, deputandola alla loro resistenza all'assimilazione culturale e dichiarando che il razzismo verso i cinesi era proprio degli immigrati di altre nazionalità e non degli americani:
Le esatte predizioni del Colonnello Denby presero vita quando Bayard fu costretto a cercare di convincere il Congresso a stabilire un appropriato risarcimento, quantificato poi in 147,784.74 dollari americani. Questi furono offerti come un dono e non stabiliti da un decreto legale con un'ammissione di responsabilità per il massacro. Eppure, la Cina ottenne così una piccola vittoria diplomatica.
La corrispondenza tra il governatore del Wyoming Francis Emroy Warren e i funzionari della Union Pacific mostra che Warren presentò istanza per anni per ottenere la proprietà delle terre che aveva comprato. Condannò inoltre la rivolta come "una delle più brutali e vergognose indecenze mai avvenute nel mondo".

### Reazioni

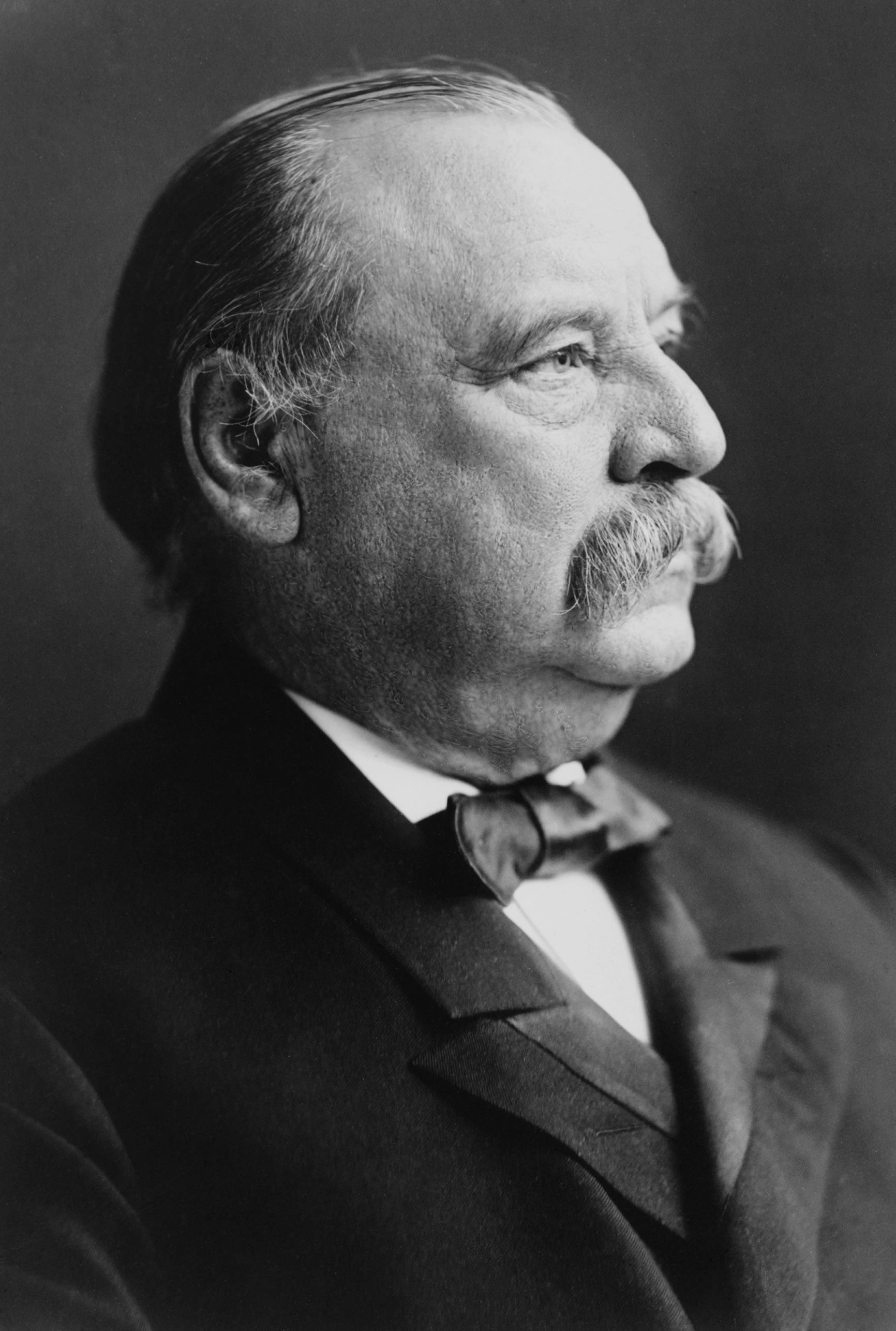
Il Presidente Grover Cleveland scrisse a proposito della rivolta del 1885 nel suo Discorso sullo stato dell'Unione.

La stampa e le figure politiche più importanti non evitarono di rendere pubblica la propria opinione riguardo al massacro. Il New York Times attaccò la città di Rock Springs nel primo di almeno due editoriali sull'argomento, dichiarando che "l'appropriato destino per una comunità di questo genere sarebbe quella di Sodoma e Gomorra". In un altro articolo del 10 novembre del 1885, il Times continua a inveire non solo sui residenti di Rock Springs coinvolti nella violenza ma anche contro quelli che rimasero a guardare senza fare nulla per fermare l'orda inferocita.
Invece, giornali del Wyoming come il Cheyenne Tribune e il Laramie Boomerang diedero supporto ai minatori bianchi. Il Boomerang scrisse di "rimpiangere" la rivolta ma non fece che trovare circostanze attenuanti per la violenza avvenuta.

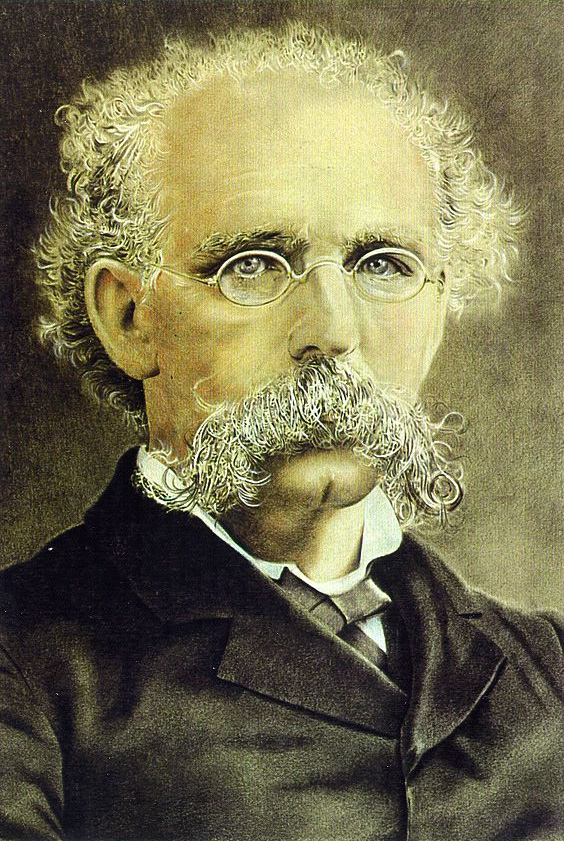
Terence Vincent Powderly espresse la sua reazione al massacro con una lettera a un giornale.

Il leader dei Kngihts of Labor, Terence Vincent Powderly, scrisse in una lettera (di cui alcuni estratti furono inseriti in un rapporto per il congresso americano) che "Non è necessario che io elenchi le numerose ragioni che hanno scatenato l'opposizione a questa particolare razza - le loro tradizioni, la religione, i costumi e le abitudini..." e diede la colpa di tutti i problemi alla mancata capacità di applicare la Legge di esclusione dei Cinesi del 1882. Aggiunse anche che il congresso dovesse smetterla di "fare l'occhiolino alle violazioni di legge" e invece pensare a una seria riforma per bandire l'immigrazione cinese, che secondo lui avrebbe potuto impedire il verificarsi dei recenti incidenti.
Nel dicembre 1885, il Presidente Grover Cleveland tenne il suo Discorso sullo stato dell'Unione davanti al Congresso. Egli fece notare che gli Stati Uniti erano interessati a coltivare buoi rapporti con la Cina. Cleveland affermò: "Tutto il potere di questo governo dovrebbe essere messo al servizio della riuscita del mantenimento dei migliori rapporti con la Cina, e l'inflessibile rigore della legge... deve insistere sul fatto che... il pregiudizio razziale è il principale fattore scatenante questi disordini".

## Violenze post-massacro
Il massacro di Rock Springs determinò il verificarsi di altre aggressioni anti-cinesi, sia nei territori di Washington sia in altri stati, per esempio in Oregon. Vicino a Newcastle (Washington) una folla invelenita di bianchi diede fuoco a 36 alloggi di un accampamento in cui risiedevano dei minatori di carbone cinesi. In tutta l'area dello stretto di Puget, i lavoratori cinesi vennero trascinati fuori dalle comunità per subire violenza: ciò avvenne in tutte le città appartenenti al territorio di Washington, comprese Tacoma, Seattle, Newcastle e Issaquah.
L'ondata di violenta sinofobia, a seguito del massacro di Rock Springs, presto dilagò anche in altri stati, come in Oregon. Le comunità americane, dal 1885 al 1886, cacciarono dai paesini e dalle città ogni immigrato cinese. Ad Augusta, in Georgia, la rivolta di Rock Springs diede la spinta decisiva ai cittadini per esprimere la loro rabbia contro i cinesi.

## Significato e contesto del massacro
Gli osservatori dell'epoca e gli storici contemporanei hanno definito il massacro di Rock Springs come il peggiore e più significativo caso di violenza sinofoba del XIX secolo negli Stati Uniti. La rivolta ebbe una diffusa copertura mediatica, al punto da divenire il caso di violenza anti-cinese più divulgato di sempre.
Oggi, quasi tutti gli storici concordano sul fatto che il pregiudizio razziale fu il fattore che più contribuì allo scatenarsi della rivolta. Tuttavia, un'opera del 1990 sul massacro di Rock Springs, scritto dal giornalista Craig Storti (http://www.wyohistory.org/essays/rock-springs-massacre), mise da parte il pregiudizio razziale a favore dell'enfasi sui fattori economici che favorirono la creazione del contesto negativo in cui avvenne il massacro. Il suo libro, Incident at Bitter Creek: The Rock Springs Massacre, fu largamente criticato, nonostante Storti affermasse di essersi basato sui registri storici dell'epoca. L'impiego di manodopera cinese nella ferrovia durante uno sciopero del 1875 creò ampio risentimento tra i lavoratori bianchi, che continuò a crescere fino al massacro di Rock Springs. Nel libro, Storti descrive il razzismo anti-cinese come "dilagante", anche se ne minimizza il valore legato alla rivolta. La visione che i Cinesi si opposero all'assimilazione della cultura americana venne affermata storicamente e ha ancora un peso rilevante nelle interpretazioni storiche dei fatti.
Oggi la popolazione di Rock Springs è di oltre 20,000 persone. Il precedente insediamento è diventato una città completamente sviluppata. L'area che una volta comprendeva il Camp Pilote Butte si trova ora sulla riva nord del Bitter Creek, nella parte più a nord della città. L'accampamento era dislocato su circa 5 acri di terra di proprietà della Union Pacific; la piazza d'armi stava al centro dell'odierna città. Su parte di quello che una volta era il territorio di Chinatown, proprio a nord del Camp Pilot Butte, è stata eretta una scuola elementare. In linea generale, i luoghi in cui avvenne il massacro di Rock Springs sono state circondate e assorbite dallo sviluppo della città.